# Nye venner - del I & II
|  | Denne artikel er oprettet af botten Steenthbot ud fra en ekstern database. Den kan derfor have sproglige fejl eller mangler. Denne skabelon kan fjernes efter kontrol af indholdet. |

Nye venner - del I & II er en dansk eksperimentalfilm fra 1988 instrueret af Mohsen Moghadam.

## Handling
Nye venner er en dukkefilm i 2 dele. Den handler om tolerance overfor og accept af nye og anderledes mennesker i et samfund af skolebørn.